# Journeyman
Journeyman é um drama da televisão norte-americana de ficção científica criado por Kevin Falls para 20th Century Fox Television. Méritos também para o produtor executivo Alex Graves, que dirigiu também o episódio piloto.
O primeiro episódio foi na segunda-feira 24 de setembro de 2007 após a série Heroes no NBC. A série traz Kevin McKidd como Dan Vasser, um repórter de São Francisco que viaja involuntariamente pelo tempo.
Em Portugal a série estreou no canal de cabo FOX, a 25 de Junho de 2008, e era emitida às segundas-feiras às 22:00. Em canal aberto Journeyman estreou-se a 11 de maio de 2009, na RTP1, e era exibido às quintas-feiras às 00:00.

## Sinopse
A série gira em torno de Dan Vasser, um homem normal que, por uma razão desconhecida, começa a voltar no tempo. Logo aprende que em cada volta, a vida de uma pessoa e seu destino parecem mudar, nem sempre para melhor. No passado, Dan tenta reencontrar com Livia Beale, sua ex-noiva, quem perdeu a vida em um misterioso acidente de avião. Armado com o conhecimento do presente, quer tentar salvá-la, e descobrir o que isso pode acarretar em sua vida.

## Elenco
- Kevin McKidd ... Dan Vasser
- Gretchen Egolf ... Katie Vasser
- Reed Diamond ... Jack Vasser
- Charlie Wyson ... Zack Vasser
- Brian Howe ... Hugh Skillen
- Moon Bloodgood ... Livia Beale